# Polypoetes cuatropuntada
Polypoetes cuatropuntada är en fjärilsart som beskrevs av Paul Dognin 1893. Polypoetes cuatropuntada ingår i släktet Polypoetes och familjen tandspinnare. Inga underarter finns listade i Catalogue of Life.